# 配給票

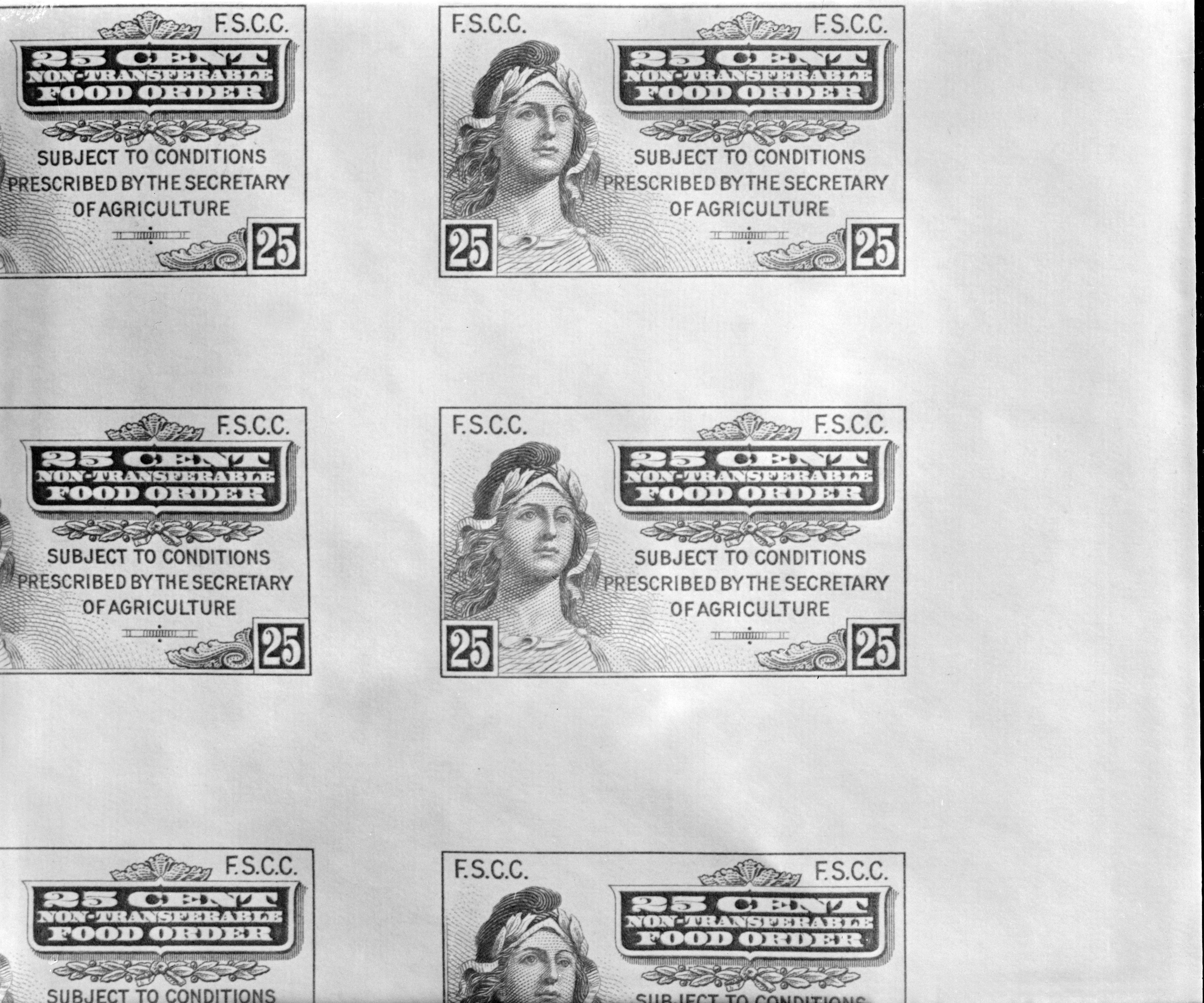
美國第一批食品券，1939年4月20日

配給票是政府發行的一種票券和卡片，允許持有人在戰時或其他緊急時期獲得食物或其他短缺物資。第二次世界大戰期間，交戰雙方均因正常物資供應中斷而普遍使用配給制度。即使在戰後，直到經濟狀態恢復正常為主，配給票仍普遍得到使用。配給票有時也用來保證獲得者每次只獲得定量食物，以避免出現個別人獲得比其他人多的食物的情況。